# John Whitehead Peard
John Whitehead Peard (Fowey, luglio 1811 – Trenython, 21 novembre 1880) è stato un avvocato e militare britannico. 
Conosciuto come "il garibaldino inglese" o "l'inglese di Garibaldi", divenne famoso durante la spedizione dei Mille per la sua somiglianza fisica con l'Eroe dei due mondi, tanto da venire spesso acclamato dalla folla che lo confondeva con Garibaldi. L'equivoco fu sfruttato contro le forze borboniche dagli stessi garibaldini che, inviando falsi messaggi telegrafici, confondevano il nemico circa la reale posizione di Garibaldi.

## Biografia
Secondo figlio del viceammiraglio Shuldham Peard e della sua seconda moglie, Matilde, figlia di William Fortescue di Penwarne, frequentò la King’s School di Ottery St Mary (Devonshire) e l’Exeter College di Oxford, laureandosi in legge.
Era un giovane di grande statura e straordinaria forza fisica, buon vogatore e temuto dai teppisti per la sua abilità pugilistica.
Nel 1837 divenne avvocato presso l’Inner Temple, poi fu un capitano dei ranger del Duca di Cornovaglia. Durante le sue frequenti visite in Italia rimase colpito dai modi brutali dei funzionari borbonici.

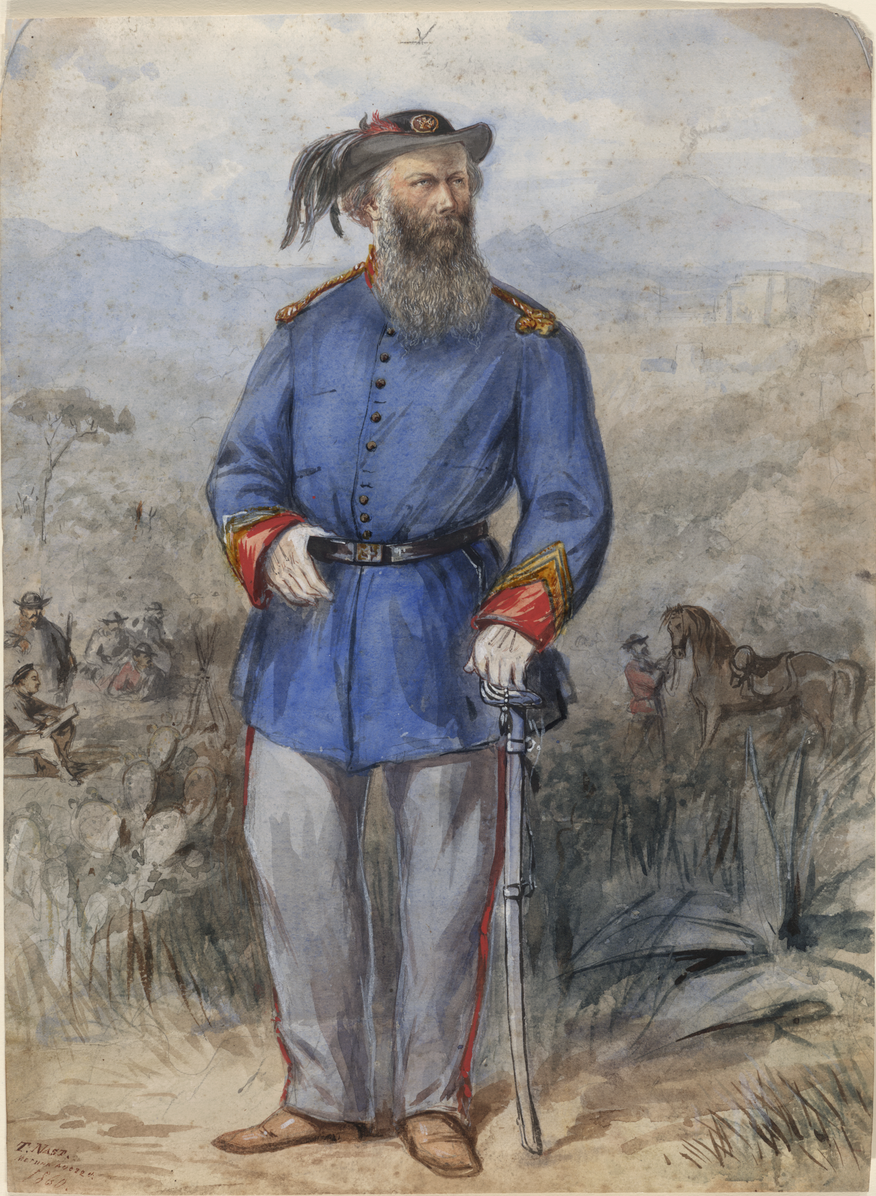
John Whitehead Peard (acquerello di Thomas Nast)

Nel 1859, in occasione della seconda guerra d'indipendenza contro l’Austria, tornò in Italia per unirsi ai volontari di Giuseppe Garibaldi, ma il Ministero della Guerra rifiutò la sua domanda adducendo motivi di età. Tuttavia, il 28 aprile 1859 venne ricevuto a Torino da Cavour, al quale disse di avere le proprie armi, che si sarebbe mantenuto senza chiedere alcuna paga e che non chiedeva alcun grado militare, ma solo di battersi al fianco di Garibaldi, che ammirava e del quale condivideva gli ideali. Colpito dalle parole dell’inglese, Cavour ne accolse la richiesta e il 3 maggio 1859 Peard poté raggiungere Garibaldi a Pontestura; successivamente si distinguerà per coraggio e per abilità come tiratore.

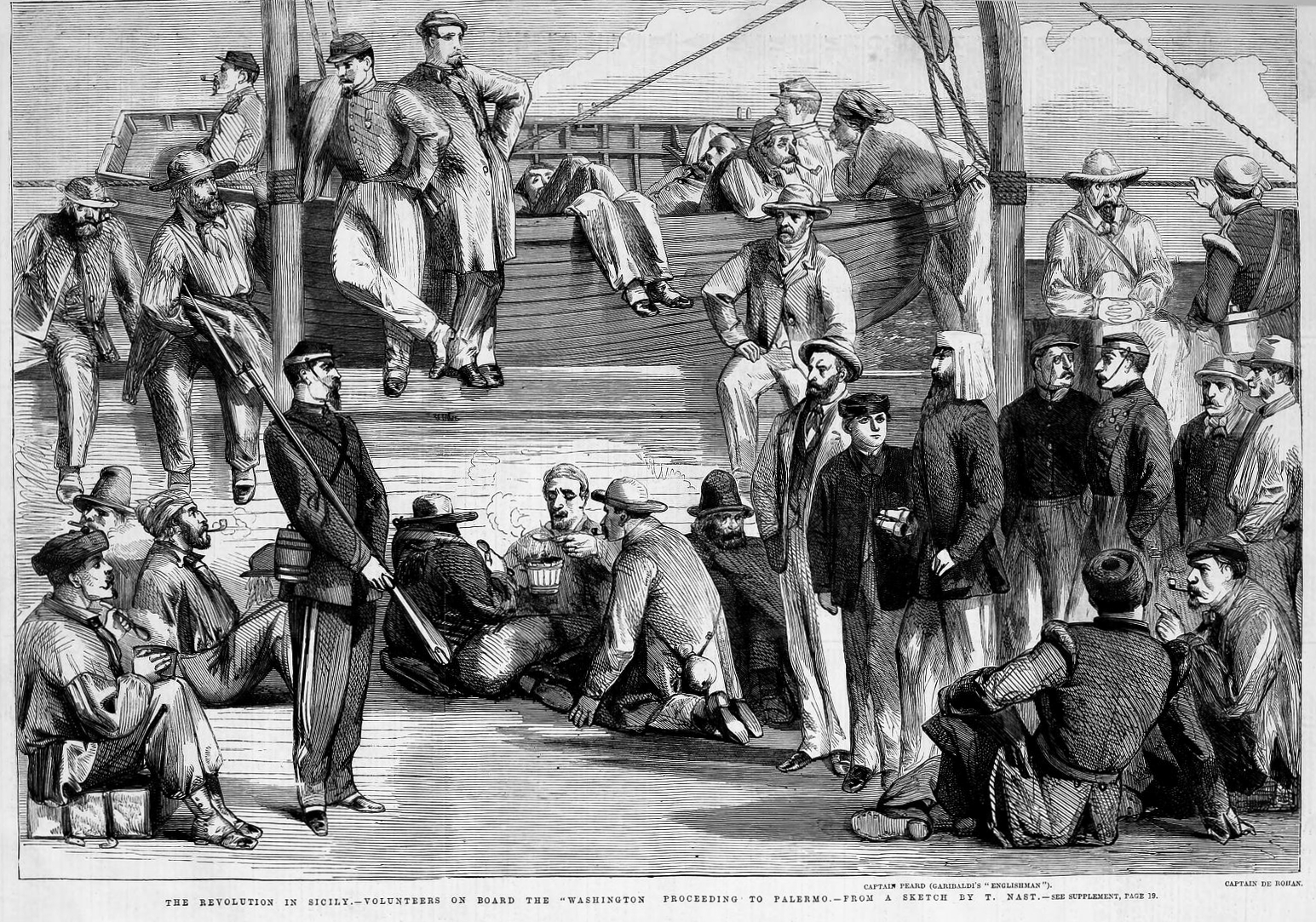
Il capitano Peard a bordo del Washington diretto in Sicilia con la Spedizione Medici.

Nel 1860 si unì alla spedizione dei Mille, raggiungendo Garibaldi dopo che era sbarcato a Marsala, arrivando in Sicilia a bordo della nave Washington del gruppo della Spedizione Medici; ebbe modo di distinguersi nella battaglia di Milazzo e venne promosso al grado di colonnello, ottenendo il comando di un reparto di soldati dotati di fucili a rotazione.
Peard era anche conosciuto per essere il “sosia” di Garibaldi e durante l’avanzata garibaldina accadeva a volte che Peard fosse scambiato per lo stesso generale, venendo acclamato dalle folle ad Auletta, Postiglione, Eboli e Salerno, dove quasi nessuno lo riconosceva, nonostante Peard fosse più alto di Garibaldi ed avesse la barba più lunga. 
La presenza di Peard, creduto Garibaldi, trasse anche in errore i comandi borbonici, che furono sviati dai falsi messaggi telegrafici inviati da Eboli da parte dello stesso Peard e dai garibaldini Fabrizi e Gallenga: tali messaggi inducevano a credere che i garibaldini fossero presenti in gran numero e i che i borbonici del generale Cardarelli stessero passando dalla loro parte. I falsi messaggi telegrafici e la supposta presenza del vero Garibaldi a Eboli furono così convincenti che i borbonici decisero di ritirarsi da Salerno, dove il Peard come al solito fece poi il suo ingresso trionfale, senza essere riconosciuto, tranne da un ufficiale che gli mormorò all’orecchio la sua vera identità.
Peard accompagnò le truppe di Garibaldi anche nell’avanzata verso la città di Napoli e successivamente assunse il comando della Legione Britannica, composta di circa 600 volontari (Garibaldi Excursionists) e sbarcata a Napoli il 15 ottobre 1860 dalle navi Emperor e Milazzo; la Legione Britannica prese parte ad alcuni combattimenti contro l’esercito borbonico.
Per i servigi resi alla causa dell’Italia unita Peard fu decorato da Vittorio Emanuele II con la medaglia al valore e fu da quel momento conosciuto in tutta l'Inghilterra come 'l’inglese di Garibaldi'.

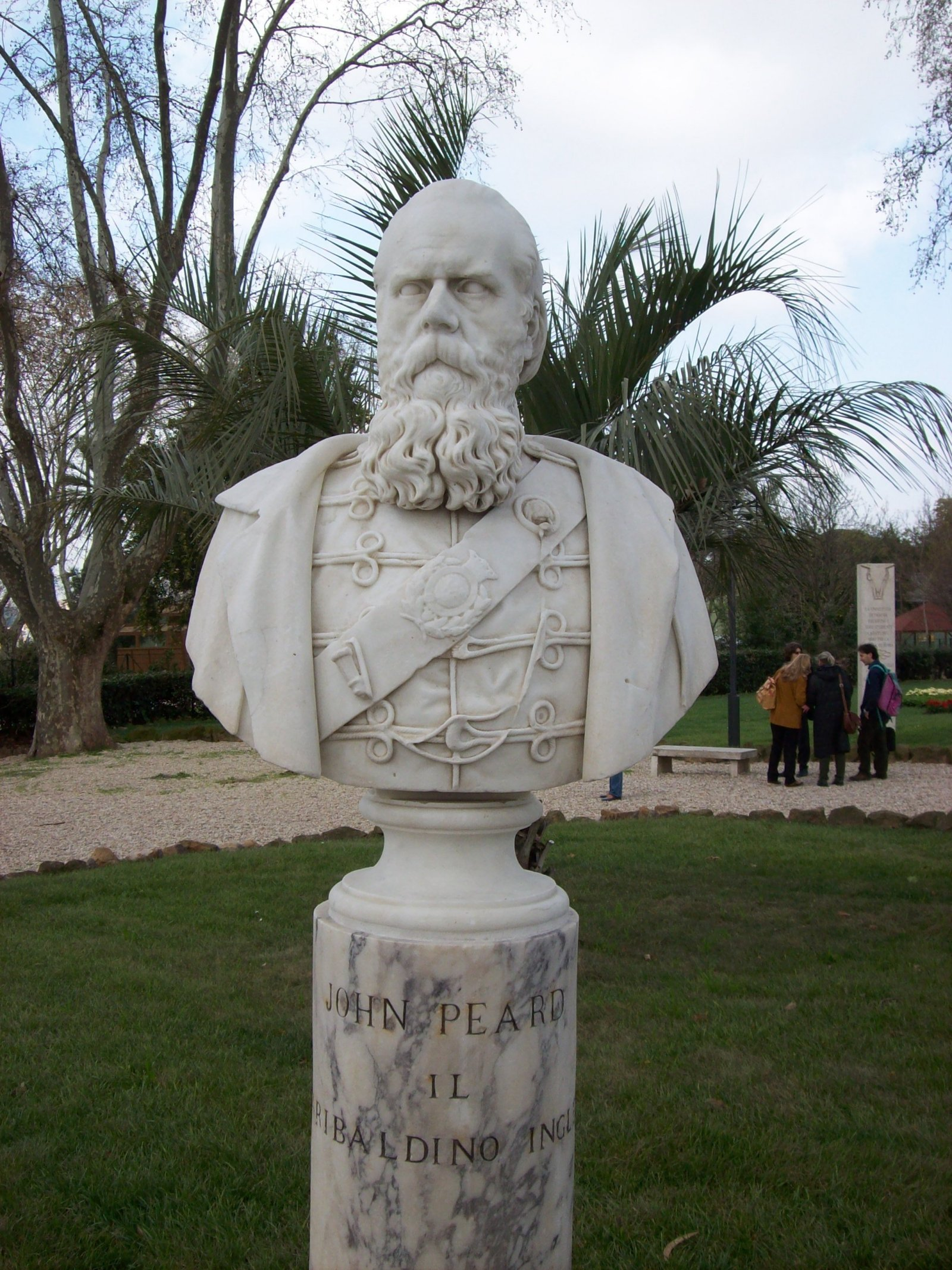
Busto di John Whitehead Peard al Gianicolo (Roma)

Al ritiro di Garibaldi a Caprera, Peard ritornò in Inghilterra; quando Garibaldi visitò l'Inghilterra, andò a rendere visita al suo vecchio compagno a Penquite sul fiume Fowey il 25-27 aprile 1864.
Peard fu giudice di pace e dottore in legge per la Cornovaglia e nel 1869 rivestì la carica di sceriffo, con funzioni amministrative e giudiziarie. Era anche un massone di primo piano, divenuto Past Grand Master di Cornovaglia il 26 agosto 1879.
A East Teignmouth, Devonshire, il 7 giugno 1838 sposò Catherine Augusta, figlia del reverendo William Page Richards, già preside della scuola di Blundell, Tiverton, che gli sopravvisse.
Peard morì nel 1880 e fu sepolto nel cimitero di Fowey; al Gianicolo di Roma è stato dedicato un busto in marmo al “garibaldino inglese”.